# Nikeforos III
Nikeforos III Botaniates (grekiska: Νικηφόρος Γ΄ Βοτανειάτης, Nikēphoros III Botaneiatēs), död 10 december 1081 i Konstantinopel, Bysantinska riket, var en bysantinsk kejsare från 1078 till sin död, 1081. Hans ätt gjorde anspråk på att härstamma från den romerska gens Fabii och bysantinska släkten Fokas.

## Biografi
Nikeforos var general under kejsarna Konstantin IX och Romanos IV Diogenes. År 1064 försvarade han och Basilos Apocapes Balkans gränser mot oghuzturkarna, men besegrades och tillfångatogs. En epidemi decimerade dock turkarna, under vilken fångarna släpptes och de som ännu hade hälsan i behåll återupptogs i Bysantinska rikets armé.
Under Mikael VII utsågs Nikeforos till guvernör i Anatolien och befälhavare över trupperna i Asien. Nikeforos utförde en revolt mot kejsar Mikael och dennes finansminister Nikeforitzes år 1078 i vilket han fick uppbackning av seldjukturkarna och tågade mot Nicaea
där han utsåg sig själv till kejsare. Hans utnämning ratificerades av prästerskapet och adeln mitt framför ögonen på en annan upprorisk general, Nikeforos Bryennios (som var far eller farfar till kejsar Nikeforos Bryennios), och Mikael abdikerade och blev munk. I mars eller juni 1078 intågade Nikeforos i Konstantinopel, där han kröntes av patriarken Kosmas I. Bistådd av sin general Alexios Komnenos, drev Nikeforos ut sina rivaler, men misslyckades fördriva turkarna från Mindre Asien.
För att säkra sin ställning försökte Nikeforos gifta sig med Eudokia Makrembolitissa, som var mor till Mikael VII och änka efter Konstantin X och Romanos IV. Planen omintetgjordes av Johannes Doukas, och Nikeforos gifte sig i stället med prinsessan Maria av Alanien, som sitt namn till trots kom från Georgien; det var hennes mor som var alanier. Maria var änka efter Mikael VII, och äktenskapet stred mot den kanoniska rätten. Nikeforos erkände emellertid inte arvsrätten till kronan för barnen från Marias första äktenskap, varmed Doukasätten blev hans fiender. Nikeforos lyckades inte vinna några starka anhängare, och kunde inte förhindra devalveringen av det bysantinska myntet.
Nikeforos blev allt mer beroende av sin general Alexios I Komnenos, vilken framgångsrikt mötte Nikeforos Basilakes uppror på Balkan 1079, och året därpå Nikeforos Melissenos i Anatolien. Bysantinska riket var också under yttre hot, från den normandiske Robert Guiscard av Apulien, vilken efter att hans dotter trolovats med en medlem av familjen Doukas förklarade krig mot Bysantinska riket. När Alexios visade sig stark nog att möta det normandiska hotet, började Doukasätten att konspirera med honom. De lovade honom kejsartronen mot att han ställde sig bakom deras uppror. Nikeforos hade då inga bundsförvanter och tvingades abdikera år 1081 i en blodlös statskupp. Han drog sig tillbaka till ett kloster, där han avled samma år.